# Songeson

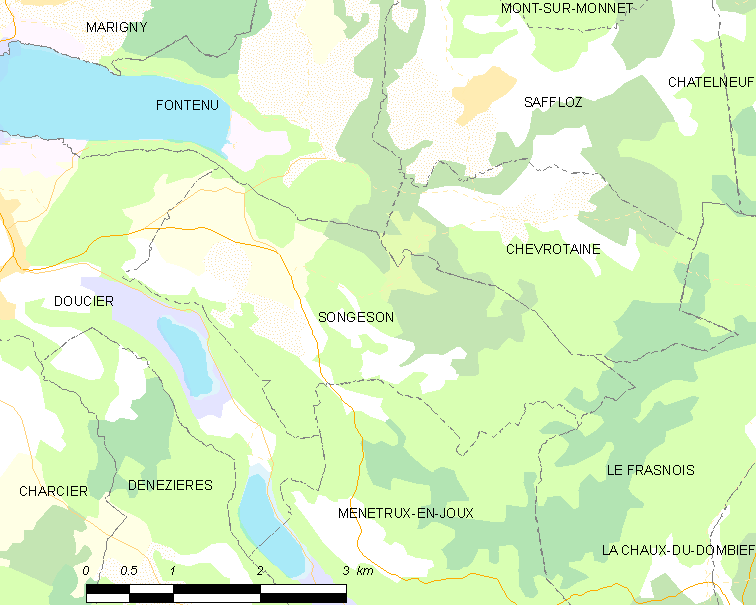

Songeson ist eine Gemeinde im französischen Département Jura in der Region Bourgogne-Franche-Comté.

## Geographie
Songeson liegt auf 610 m, etwa 21 Kilometer östlich der Stadt Lons-le-Saunier (Luftlinie). Das Bauerndorf erstreckt sich im Jura, auf dem Hochplateau von Champagnole zwischen der Combe d’Ain im Westen und den Ketten des Hochjuras im Osten, nahe beim Lac de Chalain.
Die Fläche des 8,42 km² großen Gemeindegebiets umfasst einen Abschnitt des französischen Juras. Der zentrale Teil des Gebietes wird von der Hochfläche von Songeson eingenommen, die durchschnittlich auf 600 m liegt. Diese leicht gewellte, ungefähr 2 km breite Hochfläche fällt im Norden steil zum Lac de Chalain, im Süden zum Lac de Chambly ab, wobei die Gemeindegrenze jeweils auf der Oberkante des Hanges verläuft. Sie zeigt ein lockeres Gefüge von Wiesland, Ackerland und Wald. Nach Osten erstreckt sich das Gemeindeareal in ausgedehnte Waldgebiete, die allmählich zur Höhe des Bois de la Signat hin ansteigen. Hier wird mit 832 m die höchste Erhebung von Songeson erreicht. Das gesamte Gebiet zeigt keine oberirdischen Fließgewässer, weil das Niederschlagswasser im Untergrund versickert, der aus porösem Kalkstein besteht.
Nachbargemeinden von Songeson sind Fontenu und Chevrotaine im Norden, Le Frasnois im Osten, Menétrux-en-Joux im Süden sowie Doucier im Westen.

## Geschichte
Erstmals urkundlich erwähnt wird Songeson im 13. Jahrhundert. Seit dem Mittelalter gehörte das Dorf zur Herrschaft von Châtelneuf. Zusammen mit der Franche-Comté gelangte es mit dem Frieden von Nimwegen 1678 an Frankreich.

## Sehenswürdigkeiten
Die Dorfkirche Saint-George in Songeson wurde im 16. Jahrhundert erbaut und im 17. Jahrhundert verändert.

## Bevölkerung
| Jahr                       | 1962 | 1968 | 1975 | 1982 | 1990 | 1999 | 2006 | 2017 |
| Einwohner                  | 103  | 101  | 85   | 66   | 51   | 58   | 70   | 69   |
| Quellen: Cassini und INSEE |      |      |      |      |      |      |      |      |

Mit 72 Einwohnern (Stand 1. Januar 2022) gehört Songeson zu den kleinsten Gemeinden des Départements Jura. Nachdem die Einwohnerzahl in der ersten Hälfte des 20. Jahrhunderts markant abgenommen hatte (1881 wurden noch 197 Personen gezählt), wurden seit Beginn der 1980er Jahre nur noch geringe Schwankungen verzeichnet.

## Wirtschaft und Infrastruktur
Songeson war bis weit ins 20. Jahrhundert hinein ein vorwiegend durch die Landwirtschaft, insbesondere Viehzucht und Milchwirtschaft, sowie durch die Forstwirtschaft geprägtes Dorf. Noch heute leben die Bewohner zur Hauptsache von der Tätigkeit im ersten Sektor. Außerhalb des primären Sektors gibt es nur wenige Arbeitsplätze im Dorf. Einige Erwerbstätige sind auch Wegpendler, die in den umliegenden größeren Ortschaften ihrer Arbeit nachgehen.
Die Ortschaft liegt abseits der größeren Durchgangsstraßen an einer Departementsstraße, die von Doucier nach Saint-Laurent-en-Grandvaux führt. Eine weitere Straßenverbindung besteht mit Fontenu.